# Вербів (Нараївська сільська громада)

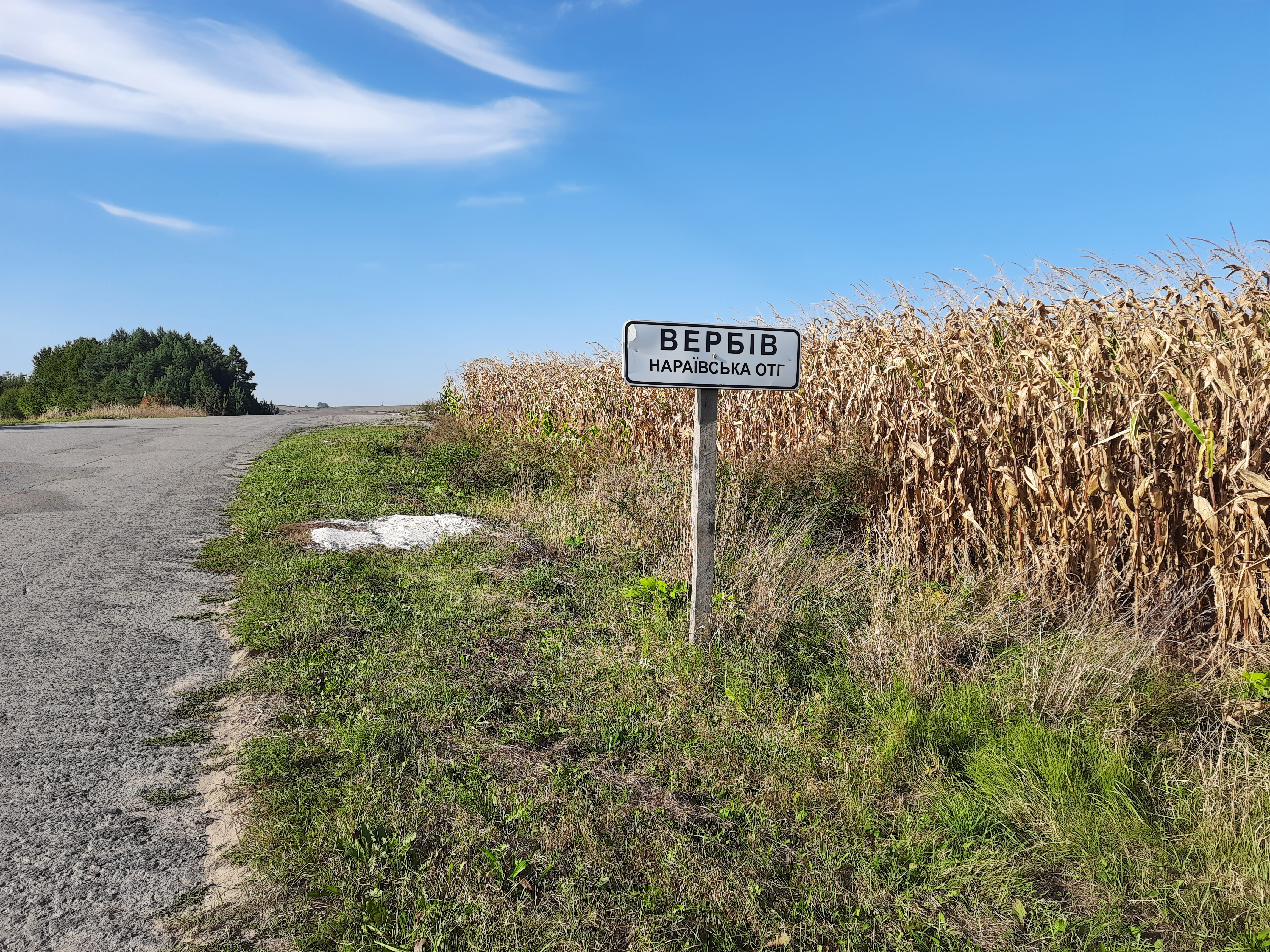
Дорожній знак при в'їзді в село

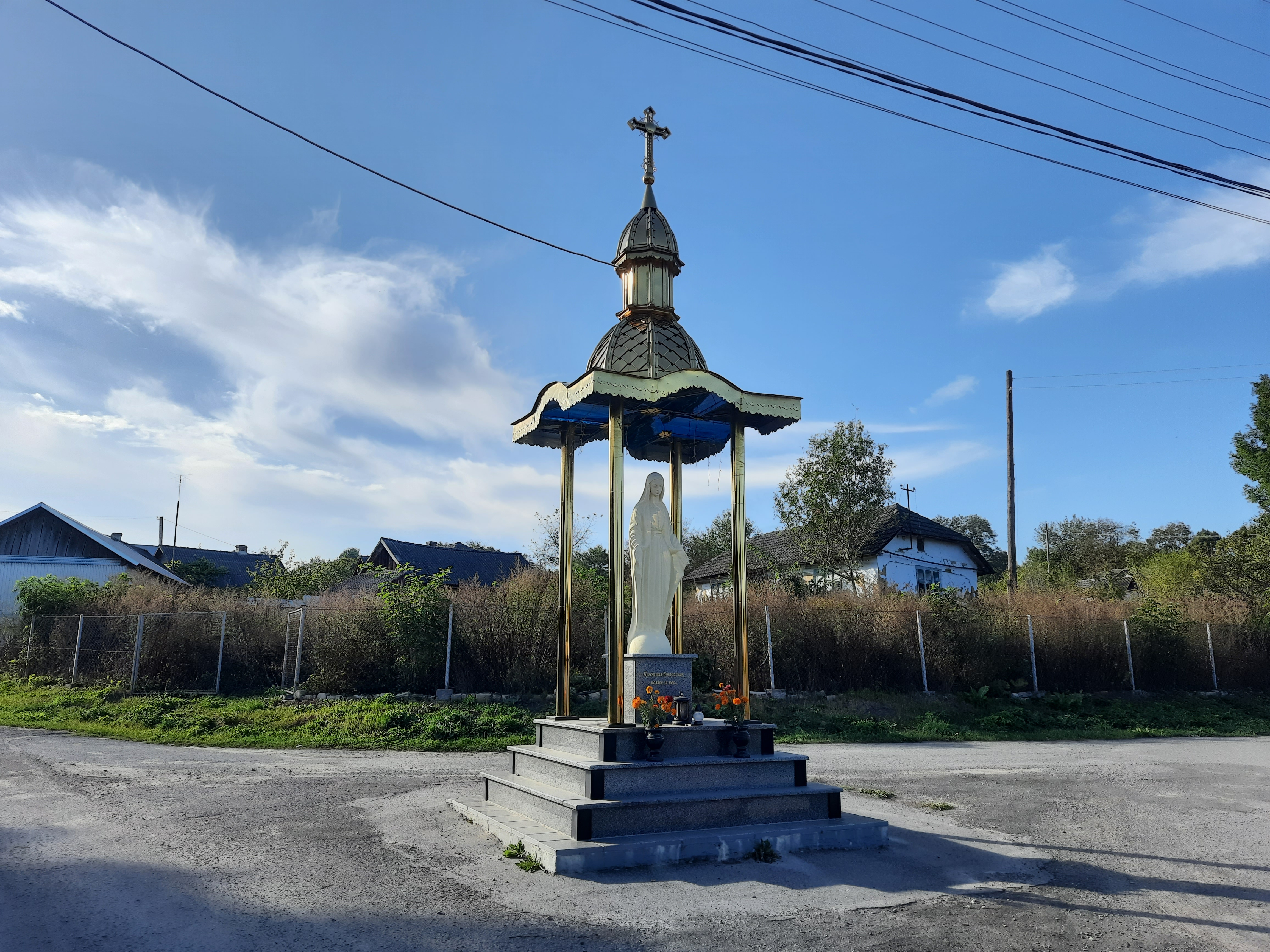
Статуя Божої Матері

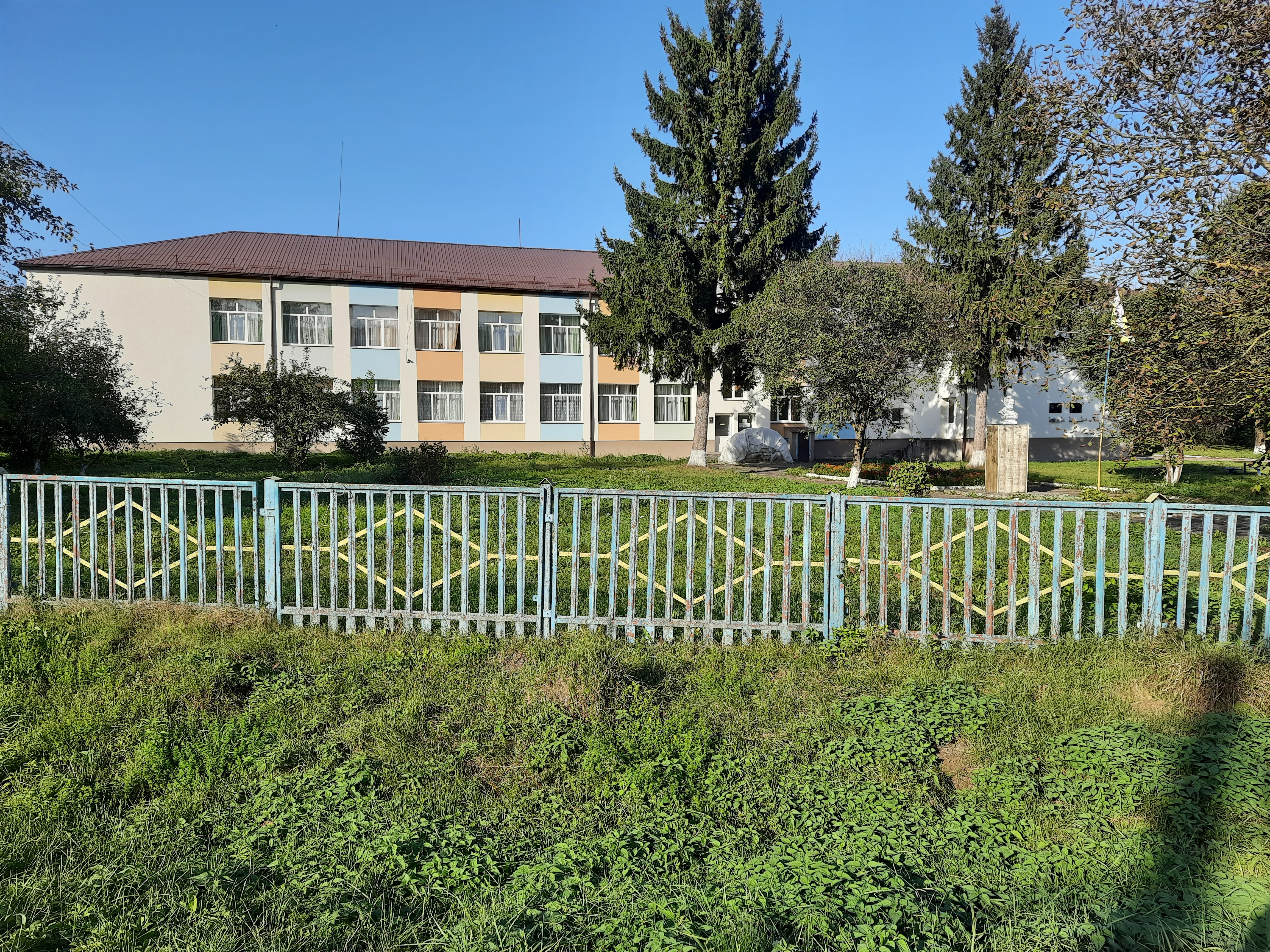
Школа

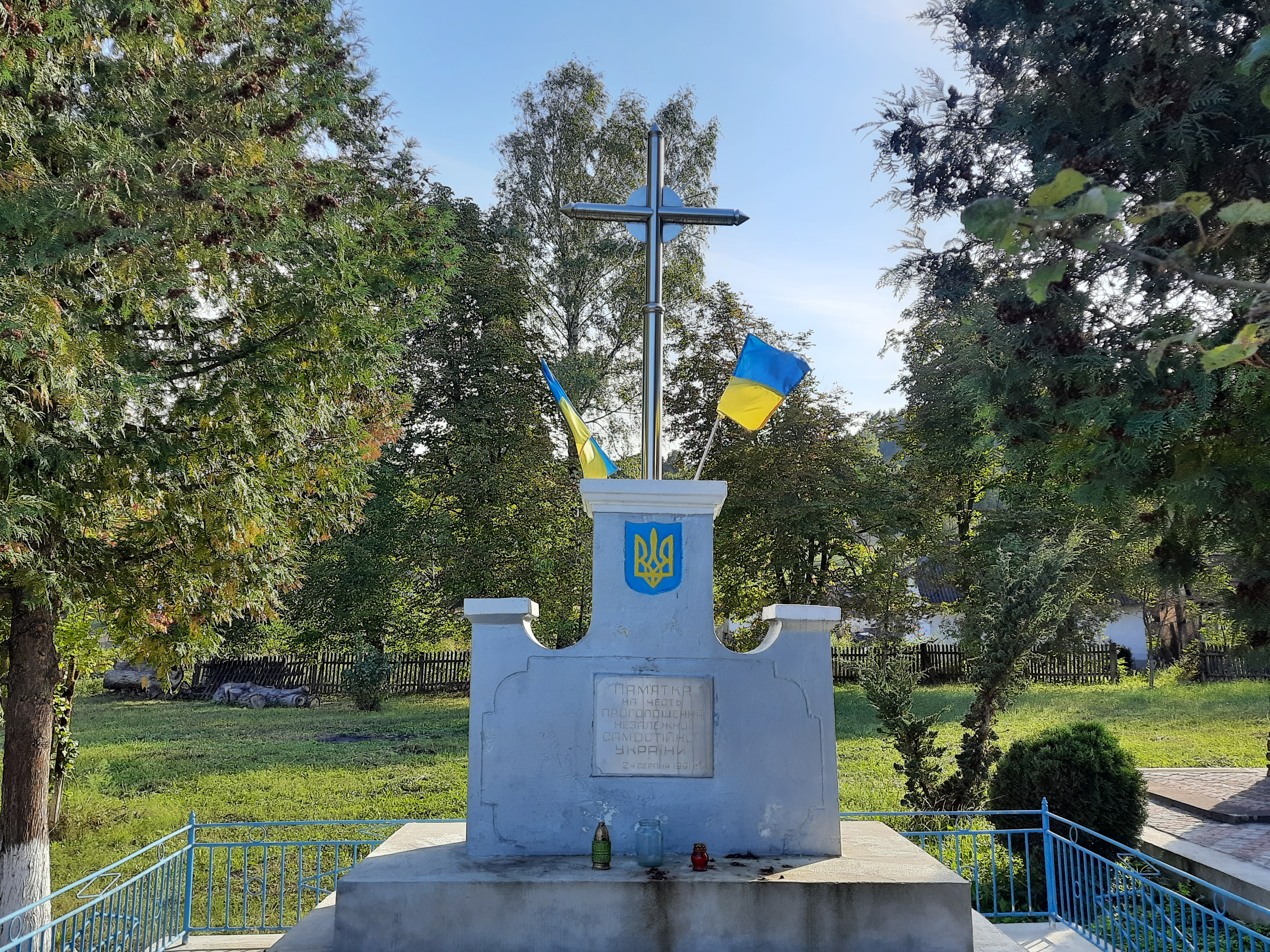
Пам'ятний знак з нагоди проголошення незалежності України

Ве́рбів — село в Україні, у Нараївській сільській громаді Тернопільського району Тернопільської області.
Поштове відділення — Вербівське.
До 5 квітня 2019 року адміністративний центр Вербівської сільської ради. Підпорядковані хутори Калинівка, Розсохи, Старий Вербів.
Населення — 856 осіб (2001). Дворів — 302.

## Герб
Затверджений в 2008р. рiшенням сесії сільської ради. Герб є промовистим.
У щиті, перетятому лазуровим і золотим, поверх всього верба з вирваним корінням, із зеленою кроною і чорним стовбуром, обтяжена червоною стрічкою, яка супроводжується зверху золотим тризубом, що супроводжується з боків золотими літерами "14" і "48", у правому нижньому кутку переплетеним з корінням зеленим колосом, а в лівому нижньому кутку - переплетеною з корінням зеленою гілкою калини з таким же листям і червоними ягодами.

## Географія
У селі бере початок річка Гори, права притока Золотої Липи. У селі є вулиці: Берегова, Бічна, Богдана Хмельницького, Зелена, Івана Франка, Лесі Українки, Мазепи, Миру, Підгірна, Підлісна, Садова, Сонячна, Стуса, Тиха, Центральна, Шевченка, Шкільна. Селом тече річка Вербовець, права притока річки Гори.

### Клімат
Для села характерний помірно континентальний клімат. Вербів розташований у «холодному Поділлі» — найхолоднішому регіоні Тернопільської області.
| Клімат Вербова               | Клімат Вербова | Клімат Вербова | Клімат Вербова | Клімат Вербова | Клімат Вербова | Клімат Вербова | Клімат Вербова | Клімат Вербова | Клімат Вербова | Клімат Вербова | Клімат Вербова | Клімат Вербова | Клімат Вербова |
| Показник                     | Січ.           | Лют.           | Бер.           | Квіт.          | Трав.          | Черв.          | Лип.           | Серп.          | Вер.           | Жовт.          | Лист.          | Груд.          | Рік            |
| Середній максимум, °C        | −1,5           | 0,0            | 4,8            | 12,8           | 18,8           | 22,0           | 23,4           | 22,8           | 18,4           | 12,6           | 5,5            | 0,6            | 11             |
| Середня температура, °C      | −4,4           | −2,9           | 1,3            | 8,0            | 13,5           | 16,7           | 18,1           | 17,4           | 13,4           | 8,1            | 2,6            | −1,9           | 7              |
| Середній мінімум, °C         | −7,2           | −5,7           | −2,2           | 3,3            | 8,2            | 11,5           | 12,8           | 12,0           | 8,4            | 3,7            | −0,2           | −4,3           | 3              |
| Норма опадів, мм             | 33             | 32             | 34             | 50             | 77             | 91             | 96             | 71             | 57             | 40             | 38             | 41             | 660            |
| ---------------------------- | -------------- | -------------- | -------------- | -------------- | -------------- | -------------- | -------------- | -------------- | -------------- | -------------- | -------------- | -------------- | -------------- |
| Джерело: [ climate-data.org] |                |                |                |                |                |                |                |                |                |                |                |                |                |

## Населення

### Мова
Розподіл населення за рідною мовою за даними перепису 2001 року:
| Мова       | Кількість | Відсоток |
| ---------- | --------- | -------- |
| українська | 856       | 100%     |

## Історія
У селі знайдено скарб із коштовностями 12 — початку 13 століття (зберігаються у Львівському історичному музеї).
Перша писемна згадка про село походить з 1448 року.
1626 року внаслідок нападу татар село було зруйноване на 84 %.
Діяли товариства «Просвіта» (від 1898), «Січ».
28 квітня 1944 р. в селі Новий Вербів у ході сутички чоти УПА з відділом німців з організації «Тодт» загинули 5 німців, 2 поранені, 3 полонені. Того ж дня прибуло ще 15 німців, їх роззброєно і відпущено.
12 червня 2020 року, відповідно до розпорядження Кабінету Міністрів України № 724-р «Про визначення адміністративних центрів та затвердження територій територіальних громад Тернопільської області» увійшло до складу Нараївської сільської громади.
19 липня 2020 року, в результаті адміністративно-територіальної реформи та ліквідації Бережанського району, село увійшло до складу Тернопільського району.

## Політика
Від 28 квітня 2012 року село належить до виборчого округу 165.

### Парламентські вибори, 2019
На позачергових парламентських виборах 2019 року у селі функціонувала окрема виборча дільниця № 610017, розташована у приміщенні школи.
Результати
- зареєстровано 529 виборців, явка 70,32%, найбільше голосів віддано за «Слугу народу» — 24,59%, за Всеукраїнське об'єднання «Батьківщина» — 18,03%, за «Європейську Солідарність» — 17,49%[10]. В одномандатному окрузі найбільше голосів отримав Іван Чайківський (самовисування]) — 43,61%, за Тараса Юрика (Європейська Солідарність) — 16,11%, за Володимира Кісілевича (Слуга народу) — 11,39%[11].

## Пам'ятки
Є церква Успіння Пресвятої Богородиці (кам'яна). Збудована у 1938—1939 роках за проектом Льва Левинського.
Діє музей історії села.
Встановлено пам'ятники:
- на честь скасування панщини (відновлено 1989)
- на честь 550-ліття села (1998)
- пам'ятник-погруддя Т. Шевченка (1983),
- погруддя С. Бандери (2003; скульптор П. Кулик, фундатор Д. Пилипець),
- пам'ятну стелу полеглим у німецько-радянській війні воїнам-односельцям, (1985),
- пам'ятні хрести на честь:
  - проголошення незалежності України
  - на честь борців за волю й державність України, встановлено 1942 р. місцевими націоналістами за наказом провідника ОУН Степана Бандери.(джерело?) Хрест було знищено у 1953 році Радянською владою. Пам'ятний хрест відновлено у 2008 році.
- Меморіальні таблиці:
  - Я. Бабуняку
  - І. Бабуняку
  - М. Семчишину («Дону»)
- монумент «Борцям за волю України» (2001),
- пам'ятну арку на честь 555-ліття села (2003).

## Відомі люди

### Уродженці
- Ярослав Бабуняк — український диригент
- Ірина Бабуняк — учасниця національно-визвольних змагань.
- художник Я. Крук,
- Іван Лужецький — український релігійний діяч, письменник[13],
- літератор Б. Дуда,
- Володимир Дідух (1979—2015) — український військовик
- Михайло Семчишин — окружний провідник ОУН (псевдо «Дон»).[14]

#### Січові стрільці
- 1 сотня[15]:
  - стрілець Бідула Василь, 1895 р. н.
  - стрілець Костів Теодор, 1896 р. н.
- 4 сотня[16]:
  - старший стрілець Семчишин Дмитро, 1895 р. н.
  - стрілець Бай Петро, 1896 р. н.
  - стрілець Білоус Петро, 1896 р. н.
  - стрілець Борик Дмитро, 1897 р. н.
  - стрілець Варчак Осип, 1895 р. н.
  - стрілець Депас Іван, 1893 р. н.
  - стрілець Дуда Андрій, 1895 р. н.
  - стрілець Івахів Гринько, 1894 р. н.
  - стрілець Равлецький Семко, 1893 р. н.
  - стрілець Стецюк Василь, 1894 р. н.
  - стрілець Фундиґа Андрій, 1896 р. н.
- 7 сотня[17]:
  - стрілець Бридун Іван, 1896 р. н.
  - стрілець Івахів Федь, 1896 р. н.
- 8 сотня[18]:
  - стрілець Штепований Микола, 1897 р. н.

### Проживали
- літератори І. Білоус та Г. Лесів-Гультай,
- Лідія Кутна — українська архітекторка
- самодіяльні художники Я. Крук, Я. Макогін,
- священник, громадсько-культурний діяч Василь Кушнір,
- майстер народної творчості К. Лужецька,
- журналіст Я. Павлів,
- окружний провідник ОУН Михайло Семчишин,
- заслужений працівник промисловості, член-кореспондент Академії Наук України П. Чепіль.

### Проживають
- літератори:
  - М. Дуда,
  - М. Каня,
  - І. Кочило,
  - О. Козак,
  - М. Кондрат,
- самодіяльний композитор І. Петрів.